# Leon al II-lea de Gaeta
Leon al II-lea a fost regent și tutore al ducelui Ioan al V-lea de Gaeta, între 1015 și 1024.
Leon a fost fiul ducelui Ioan al III-lea de Gaeta și astfel unchi de frate al lui Ioan al V-lea.
Din postura de regent, Leon s-a aflat adeseori în opoziție cu propria sa mamă, Emilia, în intervalul dintre 1014 și ianuarie 1025. El subscria documentele ca fiind consul et dux.
În ianuarie 1036, el figurează cu titulatura de senator, într-un act prin care donează o casă a mănăstirii San Giovanni di Felline memoriei mamei sale.